# Cyphonia flavovittata
Cyphonia flavovittata är en insektsart som beskrevs av Carl Stål. Cyphonia flavovittata ingår i släktet Cyphonia och familjen hornstritar. Inga underarter finns listade i Catalogue of Life.